# Panarion
Na heresiologia do Cristianismo primitivo, o Panarion (grego: Πανάριον,"baú de remédios"), também conhecido por Adversus Haereses (latim: "Contra Heresias"), é o mais importante dos trabalhos de Epifânio de Salamis. Ele foi escrito em grego koiné por volta de 374 ou 375 e foi publicado 3 anos depois.

## Objetivo
O seu título informava que o texto era um "conjunto de remédios para mitigar os venenos da heresia". Ele trata de oitenta seitas religiosas, sejam grupos organizados ou apenas filosofias, do tempo de Adão e Eva até o final do século IV, detalhando suas histórias e refutando suas crenças. O Panarion é uma fonte importante sobre os Evangelhos Judaicos (por ex, o Evangelho dos Hebreus) e o Evangelho dos Ebionitas (veja Ebionismo).
Ele pode ser considerado como a sequência de Ancoratus (c. 374). 

## Conteúdo
O tratado começa com dois prefácios: uma tabela de conteúdo e uma descrição dos métodos de Epifânio e seus objetivos ao escrevê-lo. Ele é divido em três livros, num total de sete volumes. Ele termina com o De Fide (latim: Da Fé), uma breve descrição do Catolicismo
O número de seitas cobertas no livro é baseado em Cantares 6:8, citado abaixo no original hebreu e na Tradução Brasileira da Bíblia:
| ח שִׁשִּׁים הֵמָּה מְלָכוֹת, וּשְׁמֹנִים פִּילַגְשִׁים; וַעֲלָמוֹת, אֵין מִסְפָּר. | 8 Há sessenta rainhas, oitenta concubinas, E donzelas sem número. |
| ט אַחַת הִיא, יוֹנָתִי תַמָּתִי                               | 9 Uma só é a minha pomba, a minha imaculada;                      |
Epifânio interpretou as oitenta concubinas como seitas, que tomam o nome de Cristo sem serem realmente casadas com ele; as sessenta rainhas como as gerações entre Adão e Jesus; a pomba como a verdadeira esposa, a Igreja; e as inúmeras virgens como todas as filosofias não relacionadas ao Cristianismo.
A primera seção do primeiro dos três livros contém o relato de vinte seitas heréticas antes do tempo de Jesus, sendo o resto dedicado às sessenta que apareceram durante o período Cristão. Porém, o número total de seitas é de fato setenta e sete, por que três das primeiras vinte são genéricas: Helenismo, Judaísmo e Samaritanismo. Nas edições do Panarion, cada heresia é numerada de acordo com sua ordem; daí o costume de citar o texto assim: Epifânio, Haer. N [número da heresia].

## As seitas
A forma geral, embora não universal, em que Epifânio descreve cada seita inclui quatro partes: uma breve menção da relação da seita com as anteriores; uma descrição das crenças; uma grande refutação de sua doutrina, incluindo argumentos das Escrituras e Reductio ad absurdum de suas crenças e por fim uma comparação da seita com um animal repulsivo, principalmente a cobra.
O Panarion fornece informações muito valiosas sobre a história religiosa do século IV, seja por que o autor se restringe a transcrever documentos preservados por ele ou por que ele escreve baseado nas suas observações pessoais. A respeito dos Hieracas (Haer., LXVII), ele torna conhecida uma curiosa seita egípcia para quem o ascetismo e o trabalho intelectual eram igualmente estimados. Em relação aos Melecianos do Egito (Haer., LXVIII), ele preservou importantes fragmentos da história contemporânea egípcia relacionada ao movimento. Já com relação ao Arianismo (Haer., LXIX), se ele mostra uma carta apócrifa  de Constantino, ele transcreve também duas cartas de Ário. 
Epifânio é o único a nos dar qualquer informação sobre a seita gótica dos Audianos (Haer., LXX) assim como a seita árabe dos Coliridianos. Ele também se utilizou de um relato perdido de uma discussão entre Fotino e Basílio de Ancira (Haer., LXXI). Além disso, ele transcreveu uma carta muito importante do bispo Marcelo de Ancira ao Papa Júlio I (com o que seria o embrião do Credo) e fragmentos do tratado de Acácio de Cesareia contra Marcelo. A respeito dos Semi-arianos (Haer., LXXIII), ele nos apresenta nos Atos do Concílio de Ancira (358) uma carta de Basílio de Ancira e uma de Jorge de Laodiceia, e um texto estenográfico de um único sermão de Melécio de Antioquia do tempo de sua ordenação em Antioquia. No capítulo sobre os Anomeanos (Haer., LXXVI), ele preservou um monograma de Aécio de Antioquia.

## Outras obras
Epifânio também escreveu Anacephalaeoses como uma epítome - uma versão resumida - de seu Panarion, que Agostinho de Hipona utilizou como base para o seu Contra Omnes Haereses ("Contra todas as Heresias").

## Traduções
Três versões em latim foram publicadas nos séculos XVI e XVII, por escritoras focados em interesses eclesiásticos. Desde então, o interesse maior tem sido no conteúdo histórico do texto.
Uma versão russa completa foi publicada ainda no século XIX. Uma outra tradução parcial em alemão e uma em inglês também são conhecidas.

## Críticas
Muito da informação desta grande compilação varia em valor histórico. O Panarion reflete a personalidade de Epifânio e seu método de trabalho. Às vezes, sua paixão intensa o impede de arguir cuidadosamente sobre as doutrinas a que ele se opõe. Assim, em suas próprias palavras (Haer., LXXI), ele fala do Apolinarianismo baseado em rumores. Em Constantinopla, ele teve que reconhecer aos monges Origenistas, aos quais se opunha, que ele não estava familiarizado nem com a escola e nem com seus escritos e que escreveu com base no que ouviu . Porém, o valor é indiscutível, pois há muito que não é encontrado em nenhum outro lugar. Capítulos dedicados apenas à refutação doutrinária são raros. Como um apologista, Epifânio pareceu fraco ao imperador Fócio I de Constantinopla.